# Driver (игра)
Driver (в Северной Америке известна как Driver: You Are Wheelman) — видеоигра, разработанная Reflections Interactive и выпущенная 30 июня 1999 года. Это первая игра в серии Driver. Первоначально была выпущена для PlayStation, затем была портирована на Windows и Mac. Также была выпущена специальная версия игры для Game Boy Color с видом сверху и меньшим количеством миссий. В 2009 году были выпущены версии игры для iPhone, iPod Touch и Palm Pre.

## Сюжет
Действие игры разворачивается в четырёх городах (Майами, Сан-Франциско, Лос-Анджелес и Нью-Йорк), которые, как и во многих других играх, лишь частично соответствуют оригинальному макету этих городов, но есть места, по которым их можно узнать. Пятый (бонусный) город, Ньюкасл-апон-Тайн, где располагается компания-производитель, присутствует в версии для ПК, открываясь по ходу прохождения игрового процесса, а для консолей — только через чит-девайс. При этом в нём нет доступных миссий, а территория, доступная для игрока, крайне мала.
Игра была разработана по образу и подобию фильмов про погони периода 1960-х — 1970-х годов. Название и основная тема похожи на фильм «Водитель» 1978 года выпуска, снятого режиссёром Уолтером Хиллом. В частности, уровень подготовки в начале игры — копия сцены в кино, в которой водитель доказывает своё мастерство некоторым гангстерам в гараже. Музыка, общий дизайн, персонажи в катсценах, а также сами автомобили были созданы или введены разработчиками под впечатлением от таких фильмов, как «Буллит», или же телесериалов, таких как «Старски и Хатч». В игре также присутствует режим повтора, где можно переиграть тот или иной момент.
В начале заставки мы видим, как Джон Таннер выходит из лифта, осматриваясь, проходится по гаражу и взламывает Ford Mustang 1967 года выпуска. Он заводит автомобиль и начинает двигаться к выезду из гаража, но его заметили полицейские. Они начинают погоню за ним, но Таннер сбрасывает их с хвоста. Эта сцена также почти полностью повторяет начало фильма «Водитель» 1978 года.

## Особенности игры
Передвижение по городу происходит в автомобиле, поменять машину, угнав другую, игрок не имеет права (то есть, покидать свою машину нет возможности, но иногда это происходит по сюжетным миссиям). Данная особенность приводит к тому, что игроку нужно очень аккуратно ездить — обычно после окончания очередной миссии машина игрока «чинится автоматически», и следующую игрок начинает уже на обновлённой машине. Однако, по сюжету возникают и ситуации, когда герою нужно преодолеть 3 или 4 миссии подряд на машине в одном и том же состоянии, без оперативного ремонта.
Интерфейс игры состоит из карты, двух полосок, обозначающих техническое состояние машины игрока и уровень нарушений. В версии для Windows также отображается текущая скорость. Во время преследования игрока полицией положение полицейских машин отображается на карте красными треугольниками. Ключевые объекты (например, преследуемый автомобиль или место, где нужно припарковаться) отмечаются красной стрелкой сверху. Также таймер замеряет время до конца миссии.
Особенностью игры является физическая модель автомобилей, она выполнена достаточно правдоподобно, хоть и в аркадном стиле. Например, для того, чтобы зажать педаль газа, можно использовать кнопку «burnout», что позволит выполнять такие манёвры, как резкий старт с места, разворот на 180 и 360 градусов с места, либо довернуть машину в повороте. К тому же на машину действуют такие эффекты как маятник, или сильная избыточная поворачиваемость из-за заднего привода всех машин. В результате большая часть поворотов проходится в заносе, а также если в повороте зажать педаль тормоза, машина пойдет юзом и станет неуправляемой (как в реальной жизни).
Миссии, которые необходимо проезжать по таймеру с ограниченным временем, рассчитаны так, что игрок редко имеет на финише запас в 10 секунд. Как правило, места назначения игрок достигает впритык, и для успешного прохождения миссий нужно ехать без аварий и не создавать никаких эксцессов на дороге. Однако, учитывая «удобную физику» (управлять машиной, несмотря на реалистичность физической модели, достаточно просто), можно сказать, что при получении начального навыка игрок сразу начнёт получать удовольствие от езды «на грани».
Физика машин, которые достанутся игроку, почти не различается. Единственное различие — это максимальная скорость машин. Самая быстрая машина встречается в миссии «Superfly Drive» — Ford Mustang Mach 1. В каждом городе игрок получает «новую машину», также в некоторых миссиях встречаются уникальные машины (пикап для перевозки бомбы в Сан-Франциско, бронированный лимузин в миссии «Побег президента», или такси).
Нарушением правил, за которое начинают преследовать патрульные машины, является превышение скорости. В случае езды по встречной полосе, проезда под запрещающий сигнал светофора (в случае, если не будет контакта с другими машинами), полиция будет игнорировать игрока.
Нарушения начисляются по 10 % к шкале, например за одно касание другой машины в потоке игрок получит 10 %, за превышение скорости в момент начала погони игрок получит ещё 10 %. Таким образом в течение погони набирается уровень нарушений. При достижении отметки в 80-100 % полиция начинает максимально агрессивно прессинговать игрока. Появляются кордоны на дороге, а количество догоняющих полицейских автомобилей увеличивается до 2-3 одновременно.
В игре все автомобили имеют «прочность» в 2-3 раза меньшую, чем машина игрока, что позволяет выполнять столкновения «лоб в лоб» и при этом не разбивать машину при первом же ударе. С появлением повреждений меняется только внешний вид машины, на управляемости повреждения никак не сказываются.
В дополнение к сюжетному режиму «Под прикрытием», игрок также имеет возможность ездить в городах (после их разблокировки) и на грунтовых треках. Существовали другие режимы, такие, как:
- погоня (chase) — игроку необходимо преследовать машину, которая едет по заранее рассчитанному маршруту. Используется призрак — разработчики записали несколько вариантов поездки убегающего автомобиля. У убегающей машины в данном случае включен режим «товарный поезд» (как назвали его сами разработчики). То есть другие машины не могут оказать влияния на такую машину.
- побег (getaway) — игроку нужно будет убегать от полицейской машины на время. Чем быстрее игрок оторвется от преследующей машины — тем лучше будет его результат в общем списке рекордов.
- гонка по контрольным точкам или хвосторез (tailblaser) — игроку нужно сбивать конусы, при этом за каждый конус игрок получает прибавку в две секунды во времени. Для поднятия сложности на дороге используется трафик.
- выживание (survival) — игрок получает максимальный уровень розыска, и со всех сторон его атакуют полицейские машины со включенной опцией «товарного поезда». Перед игроком поставлена задача продержаться как можно дольше в таком режиме. Если в этом режиме включить чит-код «товарный поезд», то полицейские машины будут проезжать сквозь машину игрока.
- разрушение (carnage) — нанесение максимального ущерба машинам, теперь игроку разрешают в режиме «товарного поезда» крушить все машины, какие только встретятся ему на пути (только в версии для ПК).

Первая миссия в игре — экзамен, в котором игроку нужно доказать своё мастерство для внедрения в банду. Миссия проходит в гараже, игроку отводится на выполнение одна минута, за это время нужно выполнить:
- burnout — резкий старт с места, зажав педаль газа «в пол»;
- speed — разогнать машину до максимальной скорости;
- brake test — затормозить перед стеной, разогнавшись до максимальной скорости;
- 360 — выполнить разворот на 360 градусов с места;
- 180 — выполнить разворот на ручном тормозе;
- reverse 180 — выполнить полицейский разворот, с заднего хода;
- lap — проехать один круг, вокруг всех колонн в гараже;
- slalom — проехать змейкой между четырьмя колоннами, развернуться и проделать то же самое в обратном направлении.

Последняя миссия в игре, «Побег президента» (President`s Run) — самая сложная, полицейские преследуют игрока в режиме «выживание». То есть скорость, с которой едет игрок и полиция, различается в 2-3 раза — оторваться от полиции невозможно. Единственный шанс на спасение — постоянно маневрировать: слева направо, через все полосы и постоянно подрезать остальные машины. Преимущество в скорости сказывается в поворотах и маневрировании (во время миссии идёт снег) — полицейские машины не в состоянии затормозить на огромной скорости, из-за чего пролетают мимо поворотов. Заканчивается миссия на парковке в гараже, куда необходимо добраться.
После окончания игры доступны несколько чит-кодов. Среди них: возможность пропустить миссию в гараже, максимально увеличить скорость автомобиля (только в версии для ПК), иммунитет к полицейским машинам, непобедимость и возможность поездить в Ньюкасле, родном городе Reflections Interactive.

## Отзывы критиков и награды
| Сводный рейтинг | Сводный рейтинг           |
| Агрегатор       | Оценка                    |
| --------------- | ------------------------- |
| GameRankings    | 87,57 % (PS) 79,05 % (PC) |
| Metacritic      | 87/100                    |

Игра Driver стала коммерчески успешным хитом, чьи продажи достигли отметки в более чем 1 миллион проданных экземпляров уже в начале августа 1999 года. На немецком рынке видеоигр версия игры для PlayStation получила золотую награду от Verband der Unterhaltungssoftware Deutschland (VUD) в конце июля того же года, достигнув показателя продаж в 100 000 экземпляров по всей Германии, Австрии и Швейцарии, в сентябре цифра продаж достигла показателя в 200 000. В США версия Driver для компьютеров была продана тиражом в 390 000 экземпляров и заработала $3,8 млн к августу 2006 года, спустя почти 6 месяцев после её выпуска (в октябре 2000 года). Игра стала 42-й в списке самых продаваемых компьютерных игр в стране за период с января 2000 по август 2006 года.
Игра была положительно встречена рецензентами. Версии PlayStation и iOS получили лояльные отзывы по данным агрегатора обзоров видеоигр Metacritic. IGN оценила игру в 9.7 баллов, Gamespot — в 8.6.
Джефф Лундриган, обозревавший версию игры для PlayStation в издании Next Generation, поставил ей четыре звезды из пяти. Рецензент IGN Дуглас Перри отмечал: «В истории симуляторов вождения, выпущенных для PlayStation, нет ничего, что больше всего было бы приближено к всеобъемлющему, глубокому и полностью приятному опыту, лежащему в основе игры Driver. <…> Она реализует самые глубокие желания энтузиастов вождения: как можно быстрее проехать через крупные города США и врезаться во что угодно без каких-либо последствий. В этом смысле Driver — это мечта, ставшая реальностью». Бен Сильверман из Game Revolution был также впечатлён, сказав, что Driver превосходит другие похожие игры в том, в чём те явно потерпели неудачу.
Другой рецензент IGN (Майк Мориссей) похвалил качество адаптации игры с PlayStation для ПК: «Хоть версия Driver для ПК и является адаптацией одноимённой игры, выпущенной в июле на PlayStation, но в ней очевидны графические улучшения, особенно при разрешении экрана 800x600 и более. И пускай для этого требуется довольно быстрый компьютер, эффект того стоит. Плавная частота кадров показывает приятные текстуры зданий и окрестностей, полупрозрачную воду в районах Майами и, конечно же, блики объектива». Эрик Уолпоу из GameSpot был несколько разочарован ПК-версией в сравнении с сильной консольной: «Как и многие порты консольных игр на ПК, Driver пострадал от адаптации под компьютерный вариант и мало использует более мощную платформу ПК. Однако основной дизайн игры Driver настолько поразительно оригинален и забавен, что им можно наслаждаться без прикрас. Запустив Driver, Reflections произвела окончательное воссоздание классического фильма-погони и, вполне возможно, представила новый жанр игр, симулирующих вождение автомобиля».
Крейг Харрис с IGN отметил вид сверху, используемый в версии для Game Boy Color и элементы управления, заключив: «Я на самом деле очень удивлён тем, насколько хорошо Driver оказался портирован на Game Boy Color. Я ожидал, что на выходе получится игра по типу перемещения из пункта А в пункт Б вроде Grand Theft Auto, но в результате получил нечто гораздо большее. Хоть в ней и отсутствуют некоторые элементы из версии для PlayStation…, команда разработчиков проделала отличную работу». Фрэнк Прово с GameSpot раскритиковал звук, но, помимо этого, он сказал: Driver — это олицетворение равномерности, сглаженности. Вождение в ней весело и интересно, уровни разнообразны, а мини-игры действительно позволяют игрокам улучшить свои навыки.
Несмотря на в целом лояльное восприятие игры обозревателями, обучающий уровень, который проходил на автостоянке и где игрок должен был выполнять различные трюки и движения (дрейф, развороты на 180 градусов и др.), который нельзя пропустить, а также финальная миссия, были подвергнуты критике за чрезмерно завышенный уровень сложности. В связи с этими обстоятельствами данная игра часто появляется в списках самых сложных для первой PlayStation.
В 1999 году на E3 Game Critics Awards игра была отмечена как лучшая гоночная, а в 2002 году она заняла 12-е место в списке 25 лучших игр для первой PlayStation, сформированном IGN.